# Frontera entre França i Bèlgica
La frontera entre França i Bèlgica es la frontera internacional entre França i el regne de Bèlgica, estats membres de la Unió Europea i de l'Espai Schengen. Separa les regions franceses de Gran Est i Alts de França, concretament els departaments de Meurthe i Mosel·la, Ardenes, Aisne, Mosa i Nord de les províncies belgues de Flandes Occidental, Hainaut, Namur i Luxemburg.

## Traçat
La frontera franco-belga s'estén uns 556 kilòmetres al nord de França i al sud-oest de Bèlgica. És la segona frontera terrestre més llarga de la França metropolitana després de la frontera francoespanyola. És essencialment plana i amb prou feines supera els 450 metres sobre el nivell del mar al punt més alt al massís de les Ardenes, que no coincideix amb cap frontera natural, a part del riu Leie/Lys entre Armentières i Comines-Warneton. Comença a l'oest sobre el mar del Nord a De Panne a Bèlgica i Bray-Dunes a França.

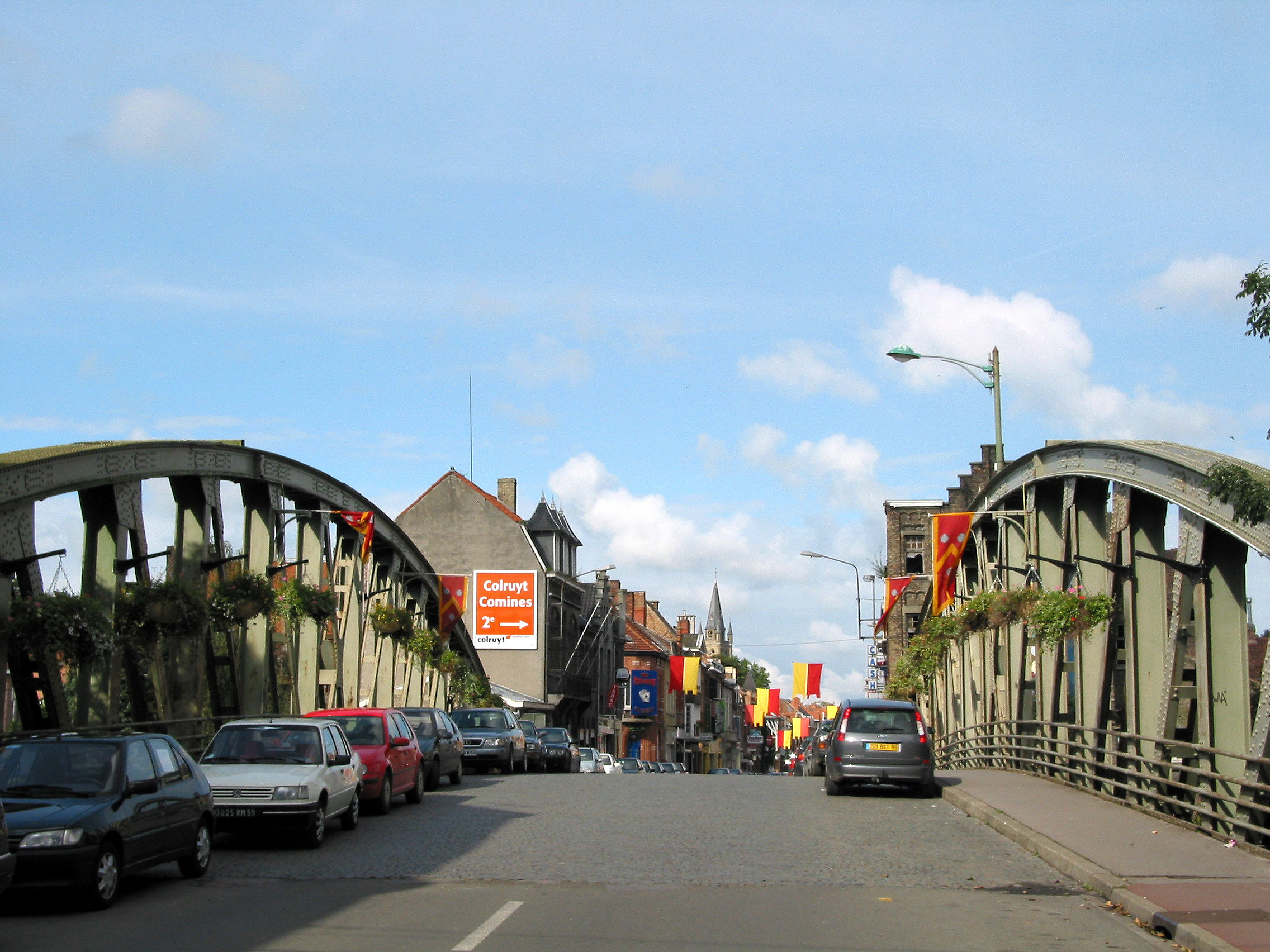
Comines-Warneton (Bèlgica), vista de la rue du Fort i el pont sobre la Leie des de Comines (França).

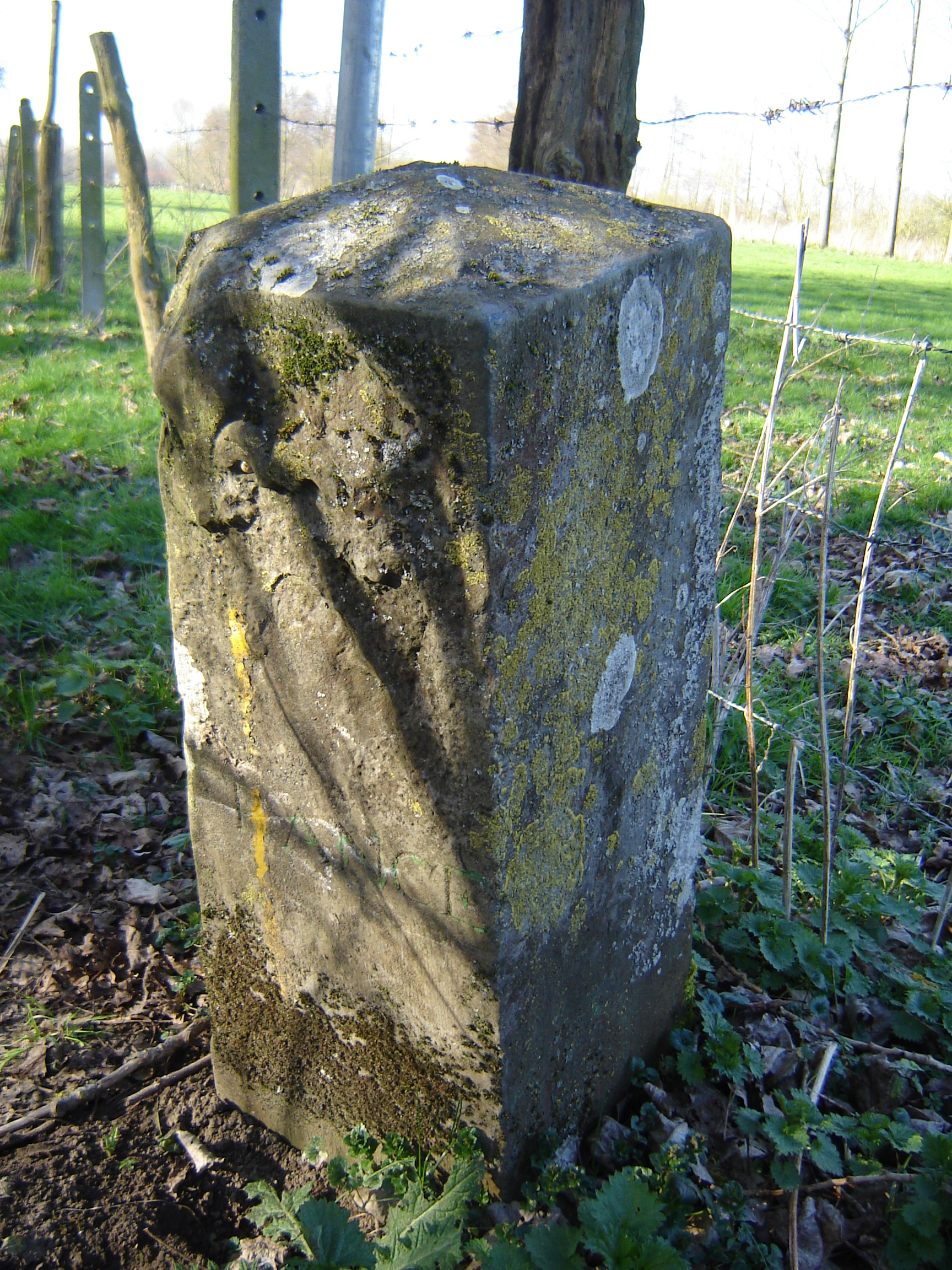
Fita fronterera entre Bléharies (Bèlgica) i Maulde (França).

La frontera segueix una direcció general sud-est fins al trifini França-Bèlgica-Luxemburg (49° 32′ 47″ N, 05° 49′ 07″ E / 49.54639°N,5.81861°E) situat a les comunes respectives d'Aubange, Mont-Saint-Martin i Pétange.

## Història

### Una gènesi complexa
La frontera belga es pot dividir en diversos sectors, d'oest a est:

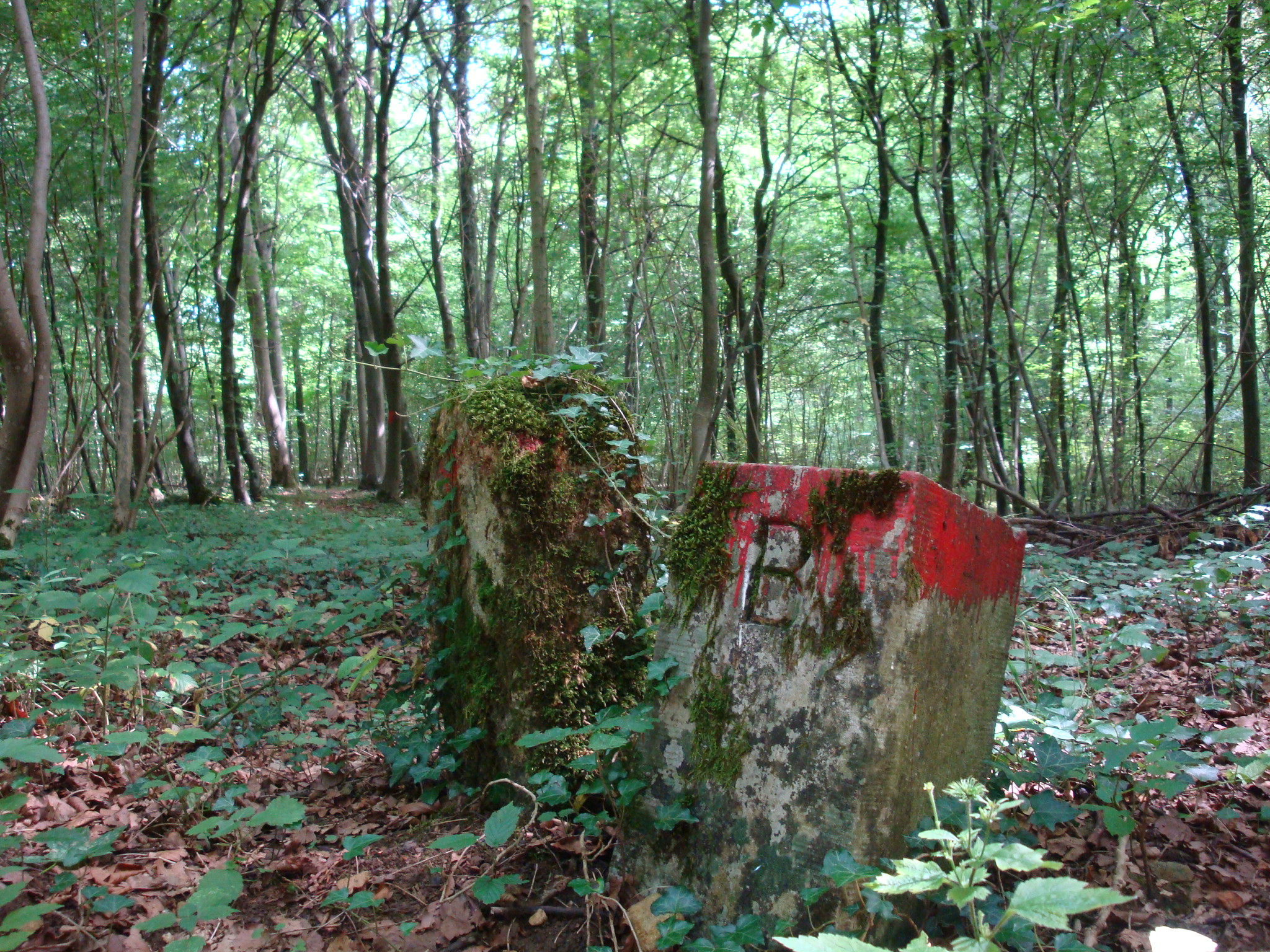
Fita fronterera prop de Longwy (França)

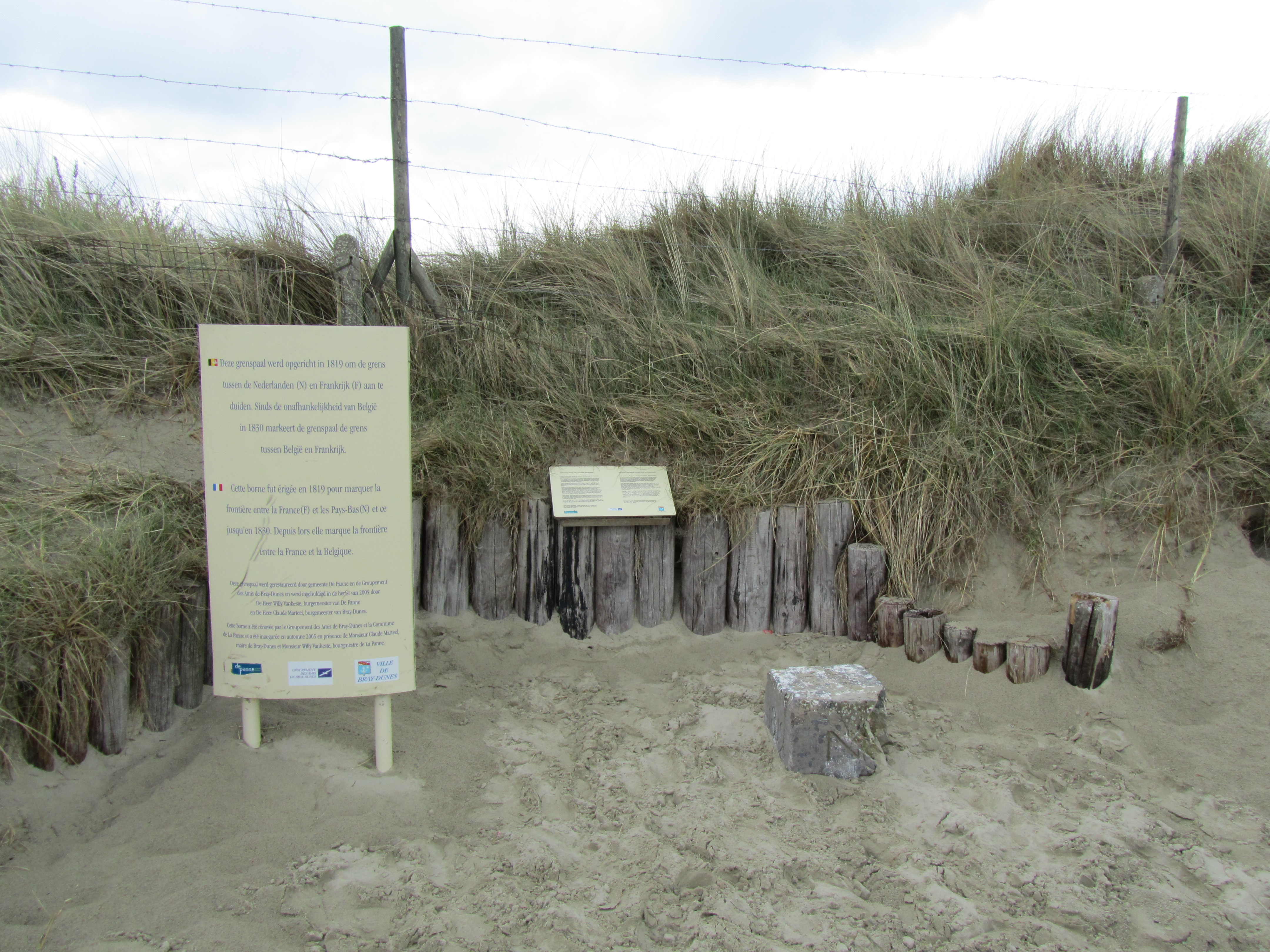
La fita fronterera més septentrional entre França i Bèlgica, situada a la plastja, entre Bray-Dunes (Françs) i De Panne (Bèlgica)

- La frontera flamenca, des de Bray-Dunes fins a Mouscron. França estava llavors en contacte amb la Bèlgica de parla holandesa (excepte Comines-Warneton, enclavament de parla francòfona). Correspon al límit de les conquestes de Lluís XIV a Flandes. El flamenc també és un idioma regional francès en aquest sector.
- La frontera entre Hainaut francès i Hainaut belga de Mouscron a les fronteres dels departaments del Nord i l'Aisne. França està en contacte amb la Bèlgica francòfona. Aquest segueix sent el límit de les  conquestes de Lluís XIV als Països Baixos espanyols, fins 1678.
- La frontera thierachiana i de les Ardenes, de Fourmies a Rocroi, que és molt variada i va ser fixada pel segon Tractat de París (1815) . França va perdre en aquest moment un petit territori, però moltes posicions estratègiques (Philippeville, Mariembourg, Chimay, Couvin)
- La punta de Givet, que marca la voluntat dels reis de França de desplaçar-se cap a la vall del riu Mosa.
- La frontera amb la província de Luxemburg, marcada per la història particular d'aquesta àrea (Vegeu Història de Luxemburg).

### Recapitulació
Bèlgica es va separar del Regne Unit dels Països Baixos quan es produí la revolució belga el 1830. Aquesta secessió va ser reconeguda el 1839 i la frontera entre Bèlgica i França data d'aquesta època.
El traçat de la frontera deriva dels límits especificats pel Tractat dels Límits (Tractat de Kortrij, o de Courtrai) del 28 de març de 1820 signat pels regnes de França i dels Països Baixos. Repeteix diversos traçats precedents entre diversos països que havien desaparegut el 1830:
- Entre De Panne / Bray-Dunes i Poperinge/Godewaersvelde: 1697, al tractat de Ryswick entre el Regne de França i els Països Baixos espanyols (possessió del Rei d'Espanya))
- Entre Locre / Bailleul i Comines: 1713, al Tractat d'Utrecht entre el Regne de França i els Països Baixos austríacs
- Entre Menin / Tourcoing i Mons / Maubeuge: 1697, al tractat de Ryswick entre el Regne de França i els Països Baixos espanyols
- Entre Binche / Maubeuge i Chimay / Fourmies: :1678, al tractat de Nimega entre el regne de França i les Províncies Unides
- Entre Couvin / Revin i Agimont / Givet: 1678, al tractat de Nimega entre el regne de França i el principat de Lieja
- Entre Hastière / Givet i Aubange / Longwy: 1697, al tractat de Ryswick entre el Regne de França i els Països Baixos espanyols

### Outre-Quiévrain
L'expressió Outre-Quiévrain (d'ultramar) s'utilitza a França com una figura d'estil per designar Bèlgica. A diferència de les expressions més antigues i més utilitzades d'Outre-Manche (per al Regne Unit) o l'Outre-Rhin (per Alemanya) perquè designar la geografia natural de la frontera, l'Outre-Quiévrain fa referència humorística a ciutat fronterera belga de Quiévrain, l'antic major punt de pas ferroviari entre els dos països. Des del segle xix fins a la Primera Guerra Mundial, Quiévrain albergava l'estació fronterera de línia la línia París-Brussel·les. Els trens s'aturaven i els passatgers eren sotmesos al control duaner, situat en una ala de l'edifici. Passada l'estació, era "Ultra Quiévrain". Per simetria l'expressió també era utilitzada a Bèlgica per designar França.

## La frontera actualment
La frontera terrestre francobelga es descompon en dues parts: la frontera entre França i Flandes, més petita i que és contigua al departament del Nord. No és pas contínua, ja que la comuna valona de Comines-Warneton està enclavada entre França i la Regió flamenca; i la frontera entre França i Valònia, que forma la major part de la frontera.
La frontera es troba dins de l'Espai Schengen, per la qual cosa en temps normals no es realitza cap control fronterer. No obstant això, el 23 de febrer de 2016, a causa de la crisi migratòria a Europa i la possibilitat de desmantellar la Jungla de Calais, Bèlgica va decidir restablir temporalment els controls fronterers.
El maig de 2021 fou notícia que un pagès belga havia modificat la frontera entre els dos països només movent una de les fites frontereres, situada entre Bousignies-sur-Roc a França i Montignies-Saint-Christophe a Bèlgica, suposadament per permetre el pas d'un tractor.